# Grundy megye (Missouri)
Grundy megye az Amerikai Egyesült Államokban, azon belül Missouri államban található. Megyeszékhelye és legnagyobb városa Trenton. Lakosainak száma 9808 fő (2020. április 1.). Grundy megye Mercer, Livingston, Sullivan, Linn, Harrison és Daviess megyékkel határos.

## Népesség
A megye népességének változása:
| Lakosok száma | 10 259 | 10 248 | 10 331 | 10 355 | 10 097 | 9808 |
|               | 2010   | 2011   | 2012   | 2013   | 2015   | 2020 |